# Lexidata
 (mars 2017).
 (janvier 2019).
Lexidata est un appareil mécanique pédagogique, sorti en 1973 et élaboré par Marlyse Mercier et Walter Hesener (1931-2016) inventeur, à Meyrin dans le canton de Genève en Suisse en 1971.

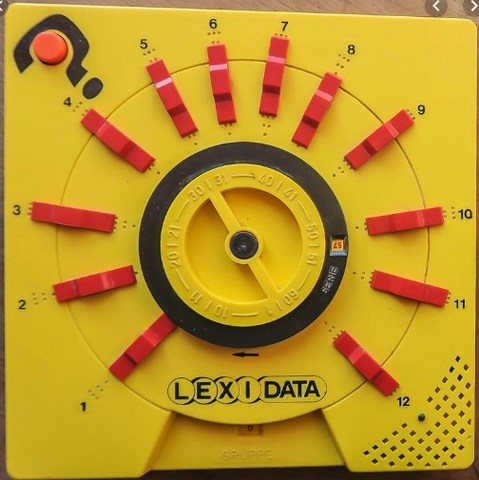
Lexidata jaune, original

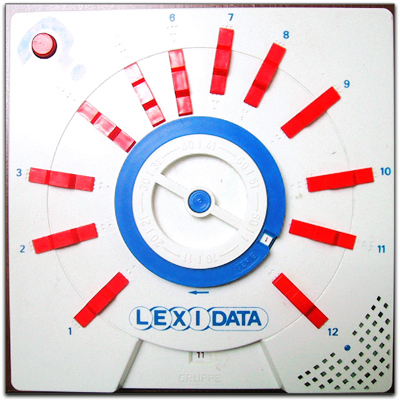
Lexidata blanc, plus récent

La marque est ensuite rachetée en 1982 par LEXIDATA CORPORATION à Billerica dans le  Massachusetts aux Etats-Unis.
Elle est présente en Europe sous la Marque LEXIDATA, au Canada sous SEDITOP avec fiches SEDIDACTA. Mais se décline également dans le reste du monde en EDUCDATA.

## Description
La méthode LEXIDATA utilise un appareil de contrôle entièrement automatique fonctionnant sans énergie extérieure (ni pile ni électricité) et permettant l'auto-correction des exercices abordés.
Il s'inspire de la démarche informatique (codage, programmation, anticipation)
Chaque appareil doit être au préalable réglé par rapport à la fiche de travail. Chaque fiche de travail porte un numéro de groupe et un numéro de série. Ce sont ces numéros qui doivent être reportés sur l'appareil avant tout travail.
Le numéro de groupe se règle en premier en faisant tourner le bouton au centre de l'appareil.

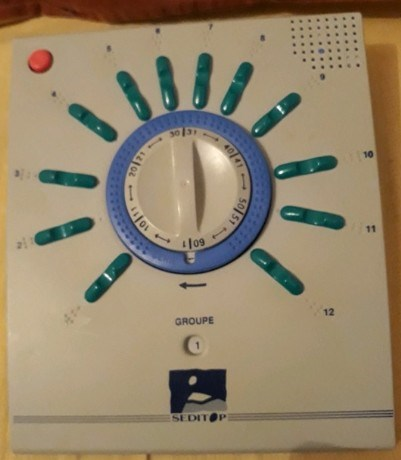
Seditop

Le numéro de série se règle en second, en faisant tourner l'anneau bleu. Pour des raisons d'encodage aléatoire, les numéros ne sont pas rangés dans l'ordre numérique.

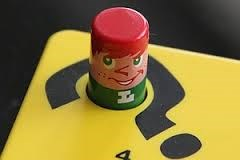
LEXI

Pendant son travail, l'enfant indique pour chacune des 12 questions son choix de réponse en déplaçant le curseur (barrette) correspondant à la question. Il doit choisir entre •, •• ou •••.
Quand le groupe de 12 questions est complété, et que les 12 réponses sont exactes, monsieur LEXI, le bonhomme LEXIDATA apparaît (signal visuel) et la cloche résonne (signal sonore). En revanche, si une ou plusieurs erreurs ont été commises, l'utilisateur doit refaire le groupe des questions pour déclencher enfin les signaux visuels et sonores.